# Castel Baronia
Castel Baronia è un comune italiano di 1 048 abitanti della provincia di Avellino in Campania.

## Storia
All'epoca del regno delle Due Sicilie il comune era capoluogo di circondario nell'ambito del distretto di Ariano.
Dopo l'unità d'Italia Castel Baronia mantenne il ruolo di capoluogo di mandamento all'interno del circondario di Ariano di Puglia.
In entrambi i casi la giurisdizione si estendeva su sei comuni e due villaggi che corrispondevano a gran parte della Baronia.

## Monumenti e luoghi d'interesse
Il Castello della Baronia, risalente al 1130, fu prima di proprietà di Traiano Carafa, marchese di Lajno ma egli nel 1527 lo vendette a Domenico Nicola Mancini, 1º marchese di Fusignano e membro dell'illustre famiglia romana che in seguito lo trasformò in Palazzo, dove nacque l'insigne giurista, conte Pasquale Stanislao Mancini, 8º marchese di Fusignano.
La Chiesa Madre Santa Maria delle Fratte
La fondazione della Chiesa risale al 1137. Il primo tempio fu totalmente distrutto dal terremoto del 1930. L'attuale chiesa è stata ricostruita in stile gotico, lunga 26 m. e larga 12 m.,ha una sola navata con due cappelle laterali, una dedicata al Sacro Cuore di Gesù e l'altro a San Giuseppe, il soffitto, a volta ed è dotata di dieci vetrate istoriate. Sul portale d'ingresso è collocato l'organo con cantoria in legno. L'Altare Maggiore di stile barocco in marmo policromo, risale al 1700. Su di esso è collocato il dipinto raffigurante S. Maria delle Fratte.
Cappella della Madonna Addolorata
Fu costruita intorno al 1711 su una collinetta che domina il paese. Nel 1934 fu restaurata. Al suo interno si conserva il quadro della Madonna dell'Addolorata o dei Sette Dolori,restaurato negli anni ottanta da padre Andrea Martini. La sua festa si celebra il 15 settembre, con una processione ed una fiaccolata.

## Società

### Evoluzione demografica
Abitanti censiti

### Lingue e dialetti
Accanto alla lingua italiana, a Castel Baronia è in uso una particolare varietà del dialetto irpino, con presenza di reminiscenze di un antico gergo del tutto peculiare, il ciaschino, diffuso fin dagli inizi dell'Ottocento tra i mercanti di pettine di osso (tale merce, prodotta in gran quantità dagli artigiani del posto, era poi smerciata diffusamente tanto nel regno di Napoli quanto nello Stato pontificio). Il ciaschino, costituito da una base dialettale tipicamente irpina ma alterato da una componente lessicale capziosa e volutamente criptica, si è ormai estinto lasciando però in eredità un certo numero di parole che hanno preso stabilmente piede nella parlata locale.

### Religione
Il comune appartiene alla diocesi di Ariano Irpino-Lacedonia.

## Geografia antropica
La cittadina è suddivisa in numerose contrade tra le quali:
- San Marco
- Toppole San Martino
- Piani
- Acquachiusa
- Sterparo
- Uliveto

## Amministrazione

### Altre informazioni amministrative
Il comune fa parte della Comunità montana dell'Ufita.